# 힘들땐 전화해
힘들땐 전화해는 cpbc FM에서 방송했던 코로나19 여파 특집 생방송 프로그램이다.

## 역사
코로나19 여파 특집 편성으로 2020년 11월 2일에 첫방송을 시작해, 2021년 4월 5일부터 2021년 4월 17일까지 임시 결방되다가, 2021년 4월 19일에 다시 방영을 재개하여 밤 9시 2분으로 시간대를 배치하여 방송했으나, 2021년 10월 15일 방송을 마지막으로 1년만에 종영하였다.

## 역대 방송시간
| 방송 채널 | 방송 기간                          | 방송 시간                       |
| --------- | ---------------------------------- | ------------------------------- |
| cpbc FM   | 2020년 11월 2일 ~ 2021년 4월 3일   | 월~토요일 오후 3:00 ~ 오후 4:00 |
| cpbc FM   | 2021년 4월 19일 ~ 2021년 10월 15일 | 평일 밤 9:02 ~ 밤 10:00         |

## 역대 진행자
- 2020년 11월 2일 ~ 2021년 4월 3일 : 박마루, 최현정
- 2021년 4월 19일 ~ 2021년 10월 15일 : 박마루, 정원선

## 역대 출연자
- 시즌1

1. 월요일 - 장재열 상담가(청춘상담소 좀놀아본언니들 대표)
2. 화요일 - 김성우 팀장 (코로나19 심리지원단 상담팀장)
3. 수요일 - 이서원 소장 (한국분노관리연구소장)
4. 목요일 - 홍성남 신부 (가톨릭영성심리상담소장)
5. 금요일 - 김용은 수녀 (살레시오교육영성센터)
6. 토요일 - 백종우 교수 (중앙자살예방센터장)

- 시즌2

1. 월요일 - 김지용 원장 (정신건강의학과전문의, 유튜브/팟캐스트 <뇌부자들> 진행)
2. 화요일 - 김윤나 소장 (말마음연구소장)
3. 수요일 - 홍성남 신부 (가톨릭영성심리상담소장)
4. 목요일 - 이서원 소장 (한국분노관리연구소장)
5. 금요일 - 김용은 수녀 (살레시오교육영성센터)
6. 토요일 - 황태연 이사장 (한국생명존중희망재단 보관됨 2022-03-15 - 웨이백 머신 이사장), 백종우 교수 (경희대학교 교수), 조성준 교수 (강북삼성병원)